# دونالد براون (عالم إنسان)
دونالد براون (بالإنجليزية: Donald Brown)‏ هو عالم إنسان أمريكي، ولد في 1934.